# 土庄町
土庄町（日语：／ Tonoshō chō */?）是隸屬日本香川縣小豆郡的一町，主要轄區包括：小豆島西北部和前島、豐島、小豐島。以世界最窄的海峽土淵海峽聞名。
其著名之動漫作品《擅長捉弄人的高木同學》於此地取景，亦帶來了觀光資源。
1990年曾因豐島上長達16年的非法傾倒事業廢棄物問題而登上日本全國媒體版面。

## 歷史
江戶時代前，原屬於備前國，為細川氏的領地，後先後成為豐臣氏和江戶幕府的天領，1830年後部分地區又成為德川家親藩津山藩的領地。
明治維新後，先後隸屬倉敷縣（現已被拆分併入岡山縣和廣島縣）、津山縣（現已被合併為岡山縣的一部分）、丸龜縣（現已被合併為香川縣的一部分）、北條縣（現已被合併為岡山縣的一部分）、名東縣（現已被拆分成為德島縣、香川縣，並有部分地區被併入兵庫縣）、愛媛縣，最終屬於現在的香川縣。

### 年表
- 1890年2月15日：實施町村制，現在的轄區在當時分屬：小豆郡土庄村、北浦村、四海村、豐島村、大鐸村、淵崎村、大部村。
- 1898年2月11日：土庄村改制為土庄町。
- 1955年4月1日：土庄町、北浦村、四海村、豐島村、大鐸村、淵崎村合併為新設置的土庄町。
- 1957年7月1日：大部村被併入土庄町。

### 變遷表
| 1890年2月15日 | 1890年 - 1926年      | 1926年 - 1954年      | 1955年 - 1989年           | 1989年 - 現在 | 現在   |
| ------------- | -------------------- | -------------------- | ------------------------- | ------------- | ------ |
| 土庄村        | 1898年2月11日 土庄町 | 1898年2月11日 土庄町 | 1955年4月1日 合併為土庄町 | 土庄町        | 土庄町 |
| 北浦村        |                      |                      | 1955年4月1日 合併為土庄町 | 土庄町        | 土庄町 |
| 四海村        |                      |                      | 1955年4月1日 合併為土庄町 | 土庄町        | 土庄町 |
| 豐島村        |                      |                      | 1955年4月1日 合併為土庄町 | 土庄町        | 土庄町 |
| 大鐸村        |                      |                      | 1955年4月1日 合併為土庄町 | 土庄町        | 土庄町 |
| 淵崎村        |                      |                      | 1955年4月1日 合併為土庄町 | 土庄町        | 土庄町 |
| 大部村        | 大部村               | 大部村               | 1957年7月1日 併入土庄町   | 土庄町        | 土庄町 |

## 交通

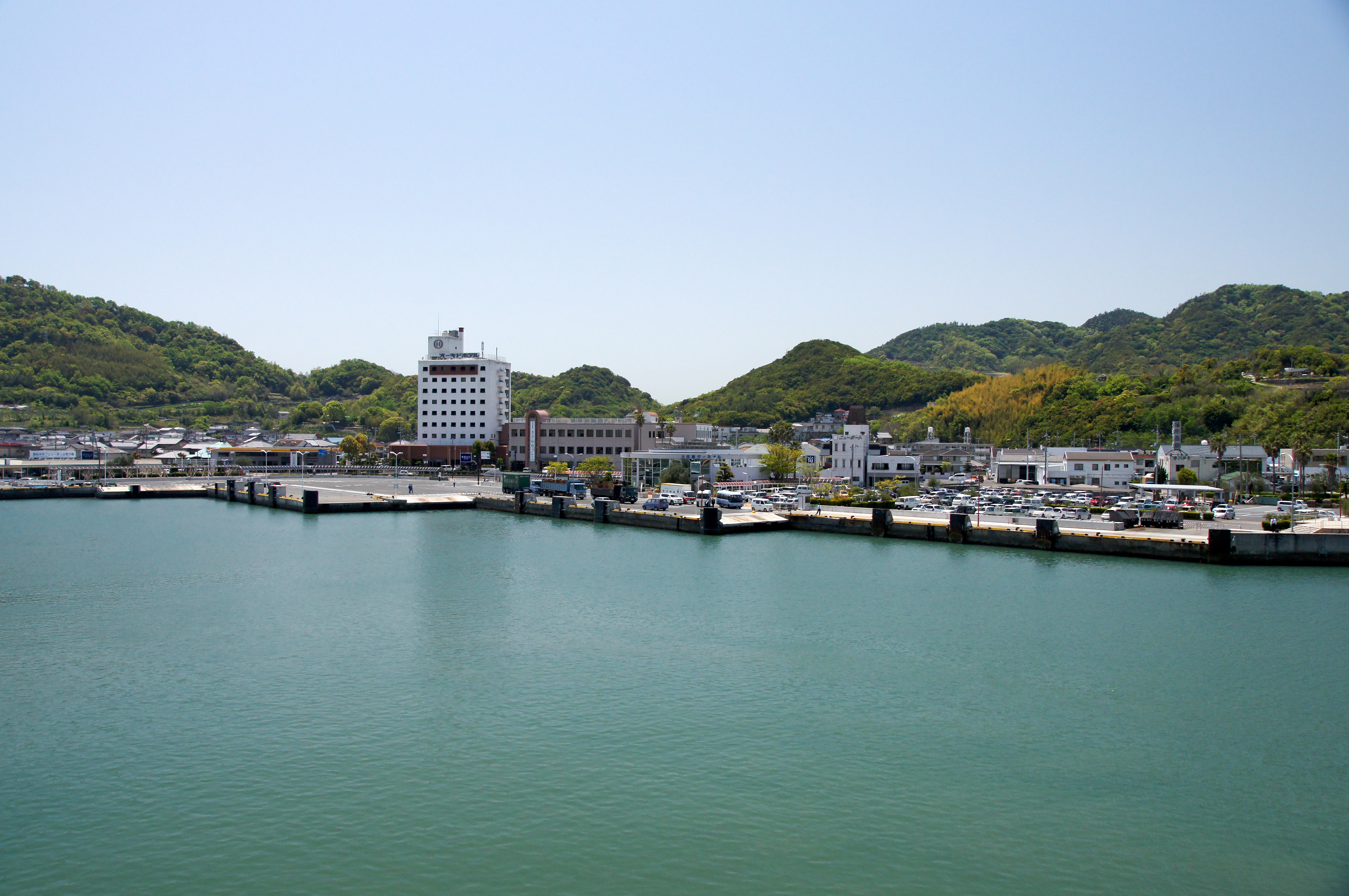
土庄港

### 港口
- 小豆島
  - 土庄港
  - 土庄東港
  - 北浦港
  - 大部港
- 豐島
  - 家浦港
  - 唐櫃港

### 渡輪
- 四國渡輪
  - 土庄港〜高松港
  - 土庄港〜新岡山
- 国際兩備渡輪
  - 土庄港〜新岡山
- 小豆島豊島渡輪
  - 土庄港〜唐櫃港
  - 家浦港〜唐櫃港
  - 家浦港〜宇野港（岡山縣玉野市）
- 瀨戶內觀光汽船
  - 大部港〜日生港（岡山縣備前市）

## 觀光資源

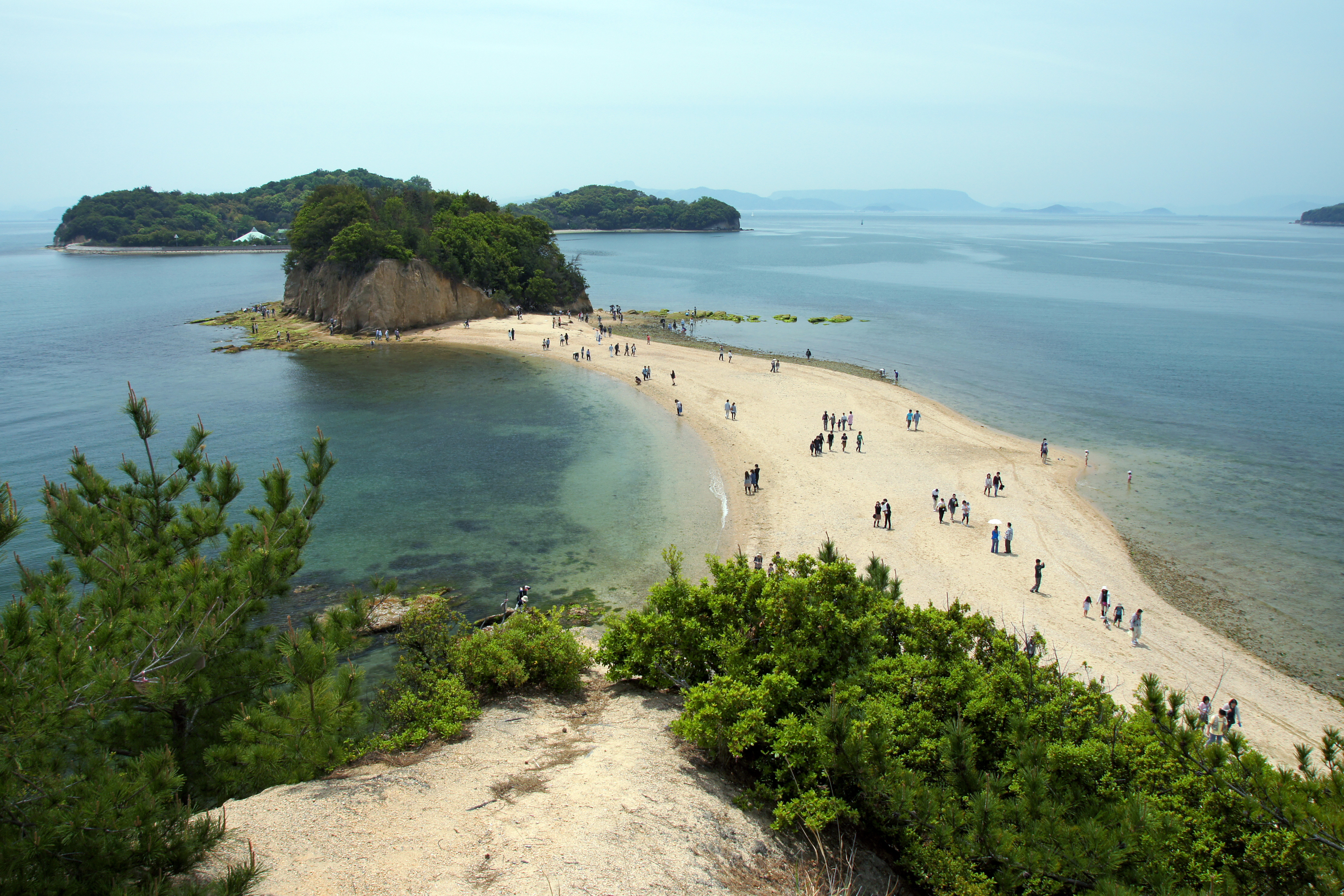
天使路

- 和平的群像：小說『二十四之瞳』中老師和學生們的銅像。
- 西光寺：小豆島八十八箇所札所
- 土渕海峽：世界最狹窄的海峽
- 天使路
- 銚子溪（銚子溪展望台、銚子溪自然動物園）
- 寶生院的樟樹：國家特別天然紀念物，推測樹齡超過1500年
- 小豆島大觀音
- 豐島美術館
- 小豆島溫泉

## 教育
高等學校
- 香川縣立土庄高等學校

## 姊妹、友好都市
- 津山市（岡山縣）
1837年，小豆島上的9個村自幕府天領改隸屬津山藩，在廢藩置縣後，最初也屬於津山縣（主要轄區即為現在的津山市）的轄區，基於這個歷史上的因緣，兩地於1985年4月7日締結為歷史友好都市。[2]
- 南砺市（富山縣）
1995年7月1日締結為友好都市。
- 米洛斯島（希腊愛琴海）
1989年10月8日締結為姊妹島。

## 本地出身之名人
- 帖佐寛章：田徑選手，現為田徑教練

## 外部連結
- （日語） 小豆島觀光協會（页面存档备份，存于）